# Lista dos dias santos de obrigação do catolicismo
Baseando-se no terceiro mandamento da Lei de Deus (guardar os domingos e festas de guarda), a Igreja Católica estipula que todos os católicos são obrigados a irem à Missa em todos os domingos e festas de guarda. Por isso, é um dos Cinco Mandamentos da Igreja Católica. A maior parte das festas de guarda calham sempre num domingo (ex: Domingo de Ramos, Pentecostes, domingo de Páscoa, Santíssima Trindade, etc.), que já é o dia semanal obrigatório de preceito ou guarda. Então, as festas de guarda que podem não ser no domingo são apenas dez:
- 1 de janeiro - Solenidade de Santa Maria, Mãe de Deus
- 6 de janeiro - Solenidade da Epifania do Senhor
- 19 de março - Solenidade de São José
- Solenidade da Ascensão do Senhor - data variável: quinta-feira da sexta semana da Páscoa
- Solenidade do Santíssimo Corpo e Sangue de Cristo (Corpus Christi) - data variável entre maio e junho: primeira quinta-feira após o domingo da Santíssima Trindade
- 29 de junho - Solenidade dos Santos Apóstolos Pedro e Paulo
- 15 de agosto - Solenidade da Assunção de Maria
- 1 de novembro - Dia de Todos os Santos
- 8 de dezembro - Solenidade da Imaculada Conceição de Maria
- 25 de dezembro - Natal

Algumas solenidades são enriquecidas com uma missa da vigília que se usa na tarde do dia anterior, com orações e leituras próprias, ou seja, diferentes da missa do dia da respectiva solenidade.
Nem todos os países e dioceses, porém, festejam e guardam estes dez dias de preceito, porque, "a Conferência episcopal contudo pode, com aprovação prévia da Sé Apostólica, abolir alguns dias festivos de preceito ou transferi-los para o domingo."

## No Brasil
No Brasil, conforme decidido pela CNBB, e aprovado pela Santa Sé, alguns dias santos de guarda são transferidos para domingos, enquanto a Solenidade de São José não é considerada como dia de preceito. O único preceito não transferido para um domingo e não ocorrente num feriado é a Solenidade da Imaculada Conceição de Maria.
São, portanto, assim ordenados os dias de preceito:
- Solenidade de Santa Maria, Mãe de Deus - 1 de janeiro

- Solenidade do Santíssimo Corpo e Sangue de Cristo (Corpus Christi) - data variável entre maio e junho: primeira quinta-feira após o domingo da Santíssima Trindade.

- Imaculada Conceição da Bem-Aventurada Virgem Maria - 08 de dezembro

- Natal de Nosso Senhor Jesus Cristo - 25 de dezembro.

São transferidos para domingos:
- Solenidade da Epifania do Senhor - domingo entre 2 e 8 de janeiro.

- Solenidade da Ascensão do Senhor - sétimo domingo de Páscoa.

- Solenidade dos Santos Apóstolos Pedro e Paulo - domingo entre 28 de junho e 4 de julho.

- Solenidade da Assunção da Bem-Aventurada Virgem Maria - domingo depois de 15 de agosto (caso este não caia em domingo).

- Solenidade de Todos os Santos - domingo depois do Dia dos Fiéis Defuntos (caso ele próprio não seja num domingo).

## Em Portugal
Em Portugal, ao abrigo do artigo 30º da Concordata entre a Santa Sé e Portugal de 2004, os dias santos de guarda ou dias festivos são:
- Ano Novo e Nossa Senhora, Mãe de Deus - 1 de janeiro;
- Corpo de Deus;
- Assunção de Maria - 15 de agosto;
- Dia de Todos-os-Santos - 1 de novembro;
- Imaculada Conceição de Maria - 8 de dezembro;
- Natal do Senhor - 25 de dezembro.